# Henri Devroye
Henri Devroye, né le 21 octobre 1884 à Hollogne-aux-Pierres et mort le 4 avril 1955 à Bruxelles, est un coureur cycliste belge. Professionnel de 1904 à 1923, il s'est notamment classé 8e du Tour de France 1912.

## Palmarès
- 1905
  - 2e du championnat de Belgique de cyclisme sur route
- 1908
  - 2e Mortier-Houffalize-Mortier
  - 3e Heuseux-Bastogne-Heuseux
  - 3e Trooz-Durbuy
  - 3e Namur-Tignée-Namur
- 1909
  - 2e du Circuit Jemeppien
  - 3e de Reims-Charleroi
- 1910
  - 3e étape du Tour de Belgique
  - Circuit Jemeppien
  - Bruxelles-Oupeye
  - Circuit Provincial Liégeois
  - 2e du Tour de Belgique
  - 3e de Bruxelles-Roubaix
- 1911
  - 10e du Tour de France
- 1912
  - Championnat de Belgique interclubs
  - Liège-Charleroi
  - 3e du championnat de Belgique de cyclisme sur route
  - 8e du Tour de France
- 1913
  - Championnat de Belgique interclubs
  - 2e de Ronde van Haspengouw
- 1923
  - 3e de Paris-Jemeppe-sur-Meuse

## Résultats sur le Tour de France
- 1911 : 10e
- 1912 : 8e
- 1913 : abandon
- 1914 : 22e
- 1920 : abandon